# Can Querós
Can Querós és una masia de Sils (Selva) inclosa a l'Inventari del Patrimoni Arquitectònic de Catalunya.

## Descripció
Es tracta d'un edifici de planta baixa i un pis amb teulada a dues vessants i cornisa catalana. De les tres crugies la del costat esquerre no s'arribà a construir i, en el seu lloc, hi ha un porxo d'arc de mig punt de rajol vist, igual que la paret. El parament és de maçoneria fet amb una pedra molt fosca. Pel que fa a les obertures són rectangulars de pedra monolítica, de totes elles, només una, la finestra del costat dret de la porta, està tancada amb una reixa de ferro forjat quadriculada. El portal de l'entrada té la data inscrita de 1801 a la llinda, i és curiós l'arc rebaixat de rajol que està per damunt d'aquesta llinda. A la façana principal, situat a l'esquerra de la finestra del primer pis, hi ha un rellotge de sol molt malmès. L'entorn està abandonat i l'interior de l'edifici també es troba en molt mal estat, hi ha finestres trencades i objectes escampats. Al davant, a pocs metres de la casa, hi ha el pou.